# Чепель, Дмитрий Вячеславович
Дмитрий Вячеславович Чепель (род. 19 октября 1961, Ольгинская, Краснодарский край) — советский и российский футболист, нападающий, футбольный функционер.

## Биография
Начал выступать в соревнованиях мастеров в 1983 году в составе калининградской «Балтики» во второй лиге. В 1986 году играл дивизионом выше в составе краснодарской «Кубани», затем вернулся в «Балтику», где был одним из лидеров нападения. Неоднократно забивал более 10 голов за сезон, а в 1989 году стал автором 27 голов. Последние два сезона первенства СССР провёл в команде «Тигина-Апоэль» (Бендеры) во второй лиге.
В первой половине 1990-х годов несколько лет выступал за границей — в Польше, Германии и Литве. В сезоне 1993/94 сыграл один матч в высшем дивизионе Литвы за клуб «Таурас-Каршува» (Таураге). В Бендерах, Германии и Литве играл вместе с ещё одним калининградским футболистом Павлом Коганом. После возвращения в Россию выступал за любительские клубы Калининграда.
Работал президентом (1999—2001) и директором (2002—2004) калининградской «Балтики», этот период в истории клуба ознаменовался, как самый скандальный . Позднее входил в совет директоров клуба. С 2002 по 2017 годы — председатель Калининградской областной федерации футбола. В адрес Чепеля выдвигались обвинения в финансовых махинациях и в организации договорных матчей, возбуждалось уголовное дело, однако позднее обвинения были сняты.
А в 2010-е годы вступил в конфликт с представителями областных властей, из-за чего в 2017 году был вынужден уступить пост председателя федерации футбола Александру Гвардису, и уйдя с поста председателя федерации футбола Калининградской области, забрал печать данной организации.